# Protidricerus irene
Protidricerus irene is een insect uit de familie van de vlinderhaften (Ascalaphidae), die tot de orde netvleugeligen (Neuroptera) behoort. 
Protidricerus irene is voor het eerst wetenschappelijk beschreven door Van der Weele in 1909.